# Conus pulcher
Conus pulcher é uma espécie de gastrópode do gênero Conus, pertencente à família Conidae.

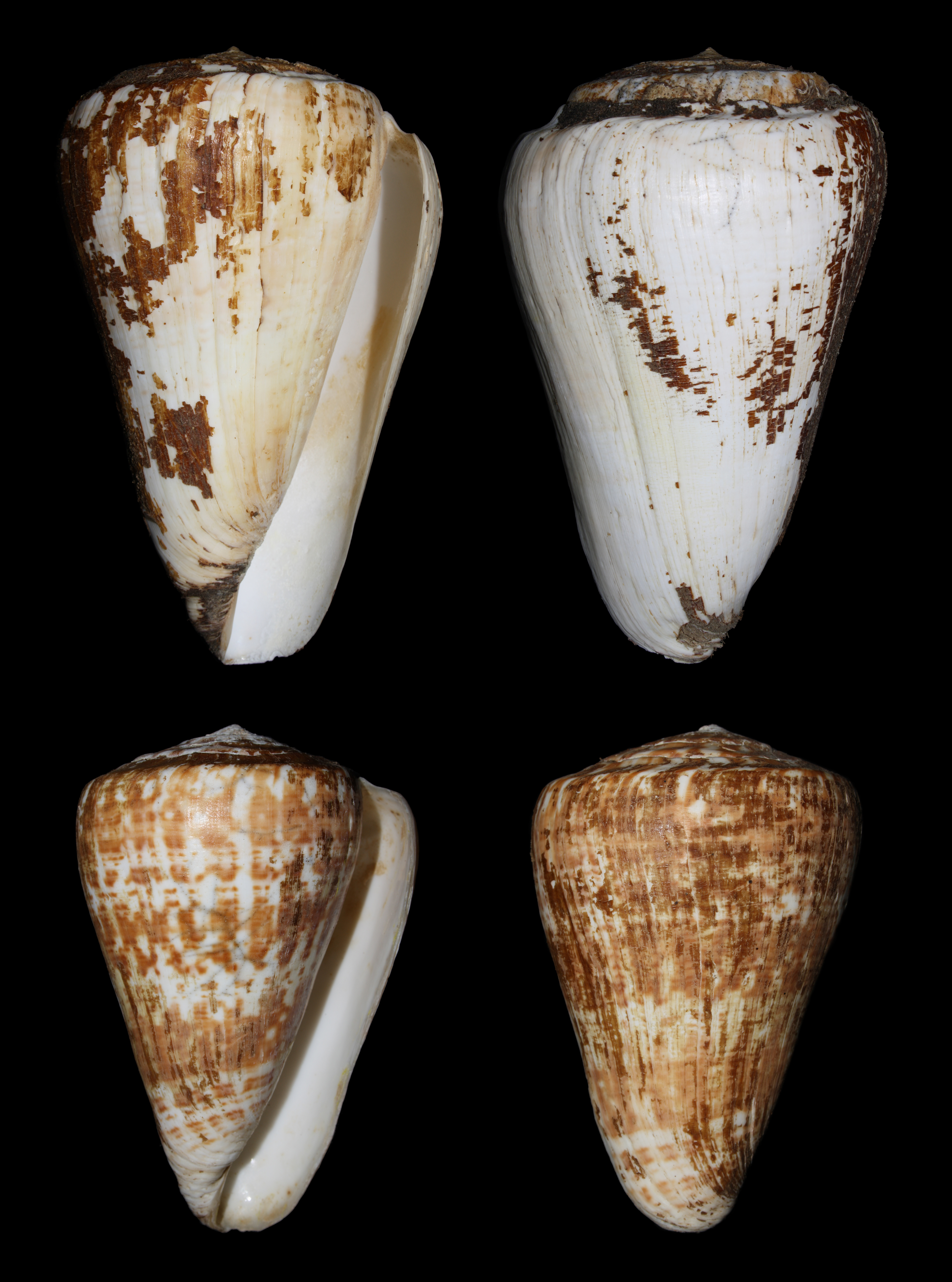
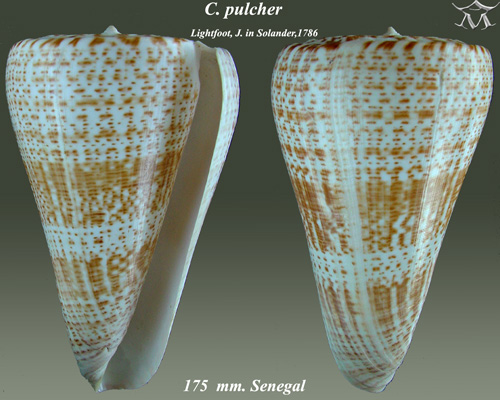
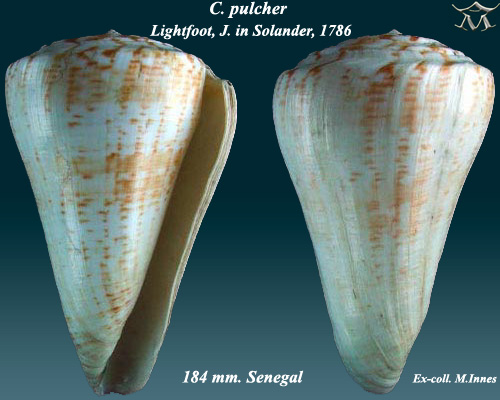
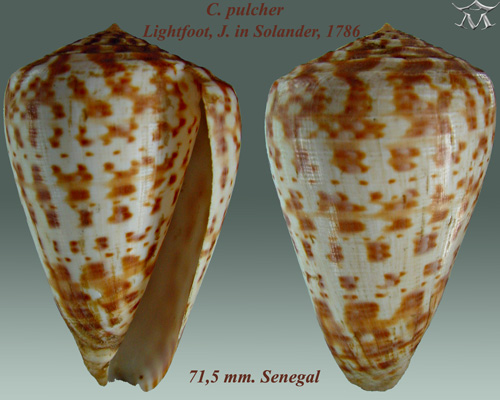